# Liberum Veto
Das Liberum Veto (lateinisch veto ‚ich verbiete‘) war ein Einspruchsrecht im polnischen Adelsparlament, dem Sejm. Dort hatte jeder Abgeordnete ab dem 17. Jahrhundert das Recht, sein Veto einzulegen und die Sitzung des Sejms abzubrechen bzw. zu vertagen. In diesem Fall musste die   Sejmsitzung wiederholt und die Beschlüsse neu abgestimmt werden.

## Geschichte
Bereits seit dem letzten Viertel des 16. Jahrhunderts gingen Sejmy ohne Beschlüsse auseinander, wenn eine Minderheit allen oder auch nur einer der geplanten Beschlussvorlagen ihre Zustimmung verweigert hatte. In der ersten Hälfte des 17. Jahrhunderts lässt sich beobachten, dass die Zahl der Abgeordneten, die erforderlich waren, um einen Sejm auf diese Weise zu sprengen, immer kleiner wurde. Am 8. März 1652 kam es schließlich zum ersten Fall, bei dem nachweislich der Einspruch eines einzigen Abgeordneten ausreichte, um die Beschlussfassung zu blockieren. König Johann II. Kasimir hatte angesichts der großen Zahl an Problemen den Antrag gestellt, die Sitzungsdauer des Sejms zu verlängern. Der Landbote Władysław Siciński erhob dagegen Einspruch und verließ den Saal und den Tagungsort, weswegen der Einspruch nicht, wie in früheren Fällen, mit Überredung oder Gewalt beseitigt werden konnte. Daraufhin wurde der Protest als gültig betrachtet, und der Sejm galt als „zerrissen“ und alles Verhandelte als unerledigt. Im November 1669 wurde der erste Reichstag noch vor Ablauf der ordentlichen Sitzungsfrist durch das Veto eines einzelnen Landboten (Adam Olizar, Unterrichter und Delegierter aus Kiew) zerrissen. Andere Beispiele für diese Situation sind die Jahre 1750 und 1752.
Die durch diese Präzedenzfälle geschaffene Verfassungsklausel wirkte sich in den folgenden Jahrzehnten negativ auf die politische Praxis in Polen aus. Das liberum veto wurde (in der „rechtmäßigen“ Anwendung zumindest, nicht seinem „Missbrauch“) als ein altes Privileg des Ritterstandes gegen die Ansprüche der Mächtigen angesehen, das im Bewusstsein der Adelsnation einen so hohen rechtlichen Eigenwert besaß, dass man es keinesfalls preisgeben wollte.
Angesichts der fundamentalen Krise der Gutswirtschaft und der erodierenden wirtschaftlichen Basis des kleinen und mittleren Landadels (szlachta zagonowa, szlachta cząstkowa, szlachta) wurde es aber seit der 2. Hälfte des 17. Jahrhunderts auch zu einem Rechtsinstrument der mächtigen Magnatenfamilien (oligarchia magnacka) zur Wahrung ihrer Vorteile gegenüber der Krone und der Masse des Landadels, zum Beispiel hinsichtlich der Lastenverteilung bei der Finanzierung notwendiger Reformen. Ebenso war es ein Ausdruck des Partikularismus der großen Magnatengeschlechter, die ihre Lokalpolitik auf den Landtagen (Sejmik) über die von ihnen abhängigen (und z. T. auch entlohnten) Bruder- und Nachbarschaften des Landadels festlegen und so die Reichstage steuern bzw. „zerreißen“ lassen konnten. Das wurde dadurch begünstigt, dass viele regionale Probleme (Beschwerden über Amtsträger z. B.) gemäß der Verfassung allein vom Reichstag entschieden werden durften und damit einen umfangreichen Pool gültiger Einspruchsmöglichkeiten darstellten.
Bis 1788 wurden auf diese Weise 53 Reichstage „zerrissen“. Unter Michael Wiśniowiecki (reg. 1669–1674) waren es drei von fünf Reichstagen und unter Johann III. Sobieski (reg. 1674–1696) fünf von elf Reichstagen, die zerrissen wurden. Von den siebenunddreißig Reichstagen der Sachsenzeit kamen nur zwölf zu einem Beschluss. Unter August III. (reg. 1733–1763) konnte in den Jahren nach 1736 überhaupt kein Reichstagsbeschluss mehr gefasst werden.
Diese Besonderheit der politischen Ordnung wurde von den polnischen Magnaten-Parteien und von Polens Nachbarstaaten (Russland, Preußen usw.) ausgenutzt, um Reformvorschläge der Gegenpartei und unliebsame Beschlüsse im Sejm zu blockieren, indem sie einzelne Landboten für sich gewannen. Frankreich gab am meisten Geld für eine derartige Einmischung aus, denn Polens direkte Nachbarn hatten noch andere Machtmittel zur Erpressung zur Verfügung.
Speziell standen sich seit den zwanziger Jahren des 18. Jahrhunderts die „Familie“ bzw. das Haus Czartoryski und die Potocki gegenüber. Der Aufstieg der Czartoryski erfolgte durch die Förderung des sächsischen Hofes, der sich davon eine leichtere Durchsetzung seiner Politik (insbesondere die Sicherung der polnischen Krone für das Haus Wettin) erhoffte. Ihre Gegner und die in der Gunst des Hofes übergangenen Magnaten scharten sich dann um die Potocki und bildeten eine etwa gleich starke Gegenpartei („Patrioten“, „Republikaner“). Beide Parteien unterhielten eigene Kontakte ins Ausland, wobei sich die Czartoryski auf die Unterstützung durch Russland und die Potocki auf die Frankreichs orientierten. Das gesteigerte Bewusstsein des Adels für die massiven innen- und außenpolitischen Probleme Polens führte dann zur Zeit von August III. zu einer Fülle von Reformvorschlägen beider Parteien, die allesamt scheiterten.
Trotz der anhaltenden Kritik an der Behinderung der Reichstage riet aber seit der ersten Hälfte des 17. Jahrhunderts kaum einer der Verfassungstheoretiker zur Einschränkung des liberum veto, geschweige denn zu seiner Abschaffung. Stanisław Konarski (1700–1773) war in den 1740er Jahren der erste Kritiker mit dem Ziel einer grundlegenden Verfassungsreform.
Grundsätzlich war es auch trotz aller Rivalitäten schwer, einen Reichstag zu „zerreißen“. Der Unruhestifter wurde stets bedroht und es wurde versucht, ihn zur Diskussion und zur Aufgabe seiner Blockadehaltung zu zwingen, so dass er nach der Registrierung seines Protestes z. B. den Beratungen einfach fernblieb. Das entsprechende Vorgehen bedurfte der Rückendeckung durch eine Magnatenpartei und andere Landboten, so dass hierbei verschiedene Taktiken zur Anwendung kamen. Häufig verzögerte man die Verhandlungen durch polemische Attacken oder fadenscheinige Zusatzanträge zu Belanglosigkeiten, während die Gegenpartei einfach mit der sofortigen Annahme oder Entkräftung dieser Anträge konterte und so ein direktes Zerreißen des Reichstages im Sinne des Präzedenzfalles zu verhindern suchte. Aber letztlich wurden durch neue eingeschränkte Vetos immer neue Hemmnisse geschaffen, so dass die Verhandlungen ergebnislos endeten, ohne dass man allzu offenen Rechtsbruch beging oder die Schuld bei Einzelpersonen suchen konnte. Selbst bei einem günstigen Reichstagsverlauf entfachte man spätestens zum Abschluss der Beratungen unter Wahrnehmung des Rechts der „freien Stimme“ eine unkontrollierte Diskussion, bei der es dann zu keiner Unterschriftsleistung der Deputierten kam.
In der Folge stagnierte der politische Verkehr im Land bzw. drehte sich um höchst rudimentäre und wenig durchdachte Reformvorschläge oder wurde von einer Atmosphäre der Gewalt (z. B. auf den Landtagen nach dem Scheitern des Krontribunals in Petrikau 1749)  begleitet. Das Scheitern der Reichstage förderte auch den Amtsmissbrauch, da die Minister keine Rechenschaft ablegen mussten. Nach 1764 wurde das liberum veto angesichts der zunehmenden Auflösung des Staates nicht mehr angewendet. Die Wahl des Königs Stanislaus II.  erfolgte über einen Konföderationsreichstag, bei dem die Stimmenmehrheit ausreichte und das liberum veto umgangen wurde. Versuche zur Beschneidung der Adelsmacht bzw. zur Abschaffung des liberum veto zogen aber diplomatische und militärische Interventionen durch die Nachbarländer nach sich. Mitunter wurden in diesem Zusammenhang auch Redeverbote im Reichstag verhängt, was dann als „Stummer Sejm“ bezeichnet wurde. Die Einführung des Mehrheitsprinzips durch die Verfassung vom 3. Mai 1791 führte direkt zu einem Russisch-Polnischen Krieg.

## Wertung
Das Liberum Veto ist unterschiedlich gewertet worden. Der deutsche Philosoph Georg Wilhelm Friedrich Hegel sah einen nicht vernünftigen Gebrauch der Freiheit, die „wilde“ bzw. „negative Freiheit“, wie sie sich im Liberum Veto zeige, eine Hauptursache für den Verfall Polens im 18. Jahrhundert. Der britische Historiker Norman Davies nennt den häufigen Gebrauch des Liberum Veto seit der Regierungszeit Johanns III. Sobieski als einen Grund, warum sich Polen von seinen diversen Rückschlägen und Niederlagen nicht erholte. Der australische Politikwissenschaftler John Keane bezeichnet das Liberum Veto als Revolte gegen die Prinzipien der repräsentativen Demokratie, die mit einem Pyrrhussieg geendet habe: Die Handlungsunfähigkeit der „aristokratischen Demokratie“, die das Liberum Veto mit sich brachte, rief die benachbarten Großmächte auf den Plan, die die polnische Freiheit in den polnischen Teilungen zunichtemachten.
Die deutschen Historiker Jörg K. Hoensch und Alfons Brüning sehen es positiver: Sie bezeichnen das Liberum Veto als Werkzeug gegen eine „Diktatur der Mehrheit“ bzw. als „Mittel zur Wiederherstellung der Machtbalance und insbesondere gegen die Tyrannei einer mächtigen Mehrheit“.
Der Schweizer Philosoph Jean-Jacques Rousseau (1712–1778) kam in seinen Considérations sur le gouvernement de Pologne 1772 zu einer differenzierten Bewertung: Ausgehend von seiner Identitären Demokratietheorie lobte er grundsätzlich das Einstimmigkeitsprinzip, wenn es um die Grundlagen des Staates ging: „Dadurch wird man die Verfassung so solide und diese Gesetze so unabänderlich machen, wie es nur möglich ist“. Gleichzeitig kritisierte er den Sejm, dass er nicht zwischen Souveränitäts- und Regierungshandeln unterschied. Für letzteres hätte man besser die einfache oder eine qualifizierte Mehrheit zulassen sollen, da Polen von Feinden umgeben und daher entschiedenes Regierungshandeln notwendig sei.